# Ивановка (Рожищенская городская община)
Ивановка (укр. Іванівка) — село в Рожищенской городской общине Луцкого района Волынской области Украины.
Код КОАТУУ — 0724583202. Население по переписи 2001 года составляет 287 человек. Почтовый индекс — 45111. Телефонный код — 3368. Занимает площадь 0,76 км².

## История
В 1946 году указом ПВС УССР село Яновка переименовано в Ивановку.
До 2020 года входило в Рожищенский район.